# Manuel Azaña Díaz

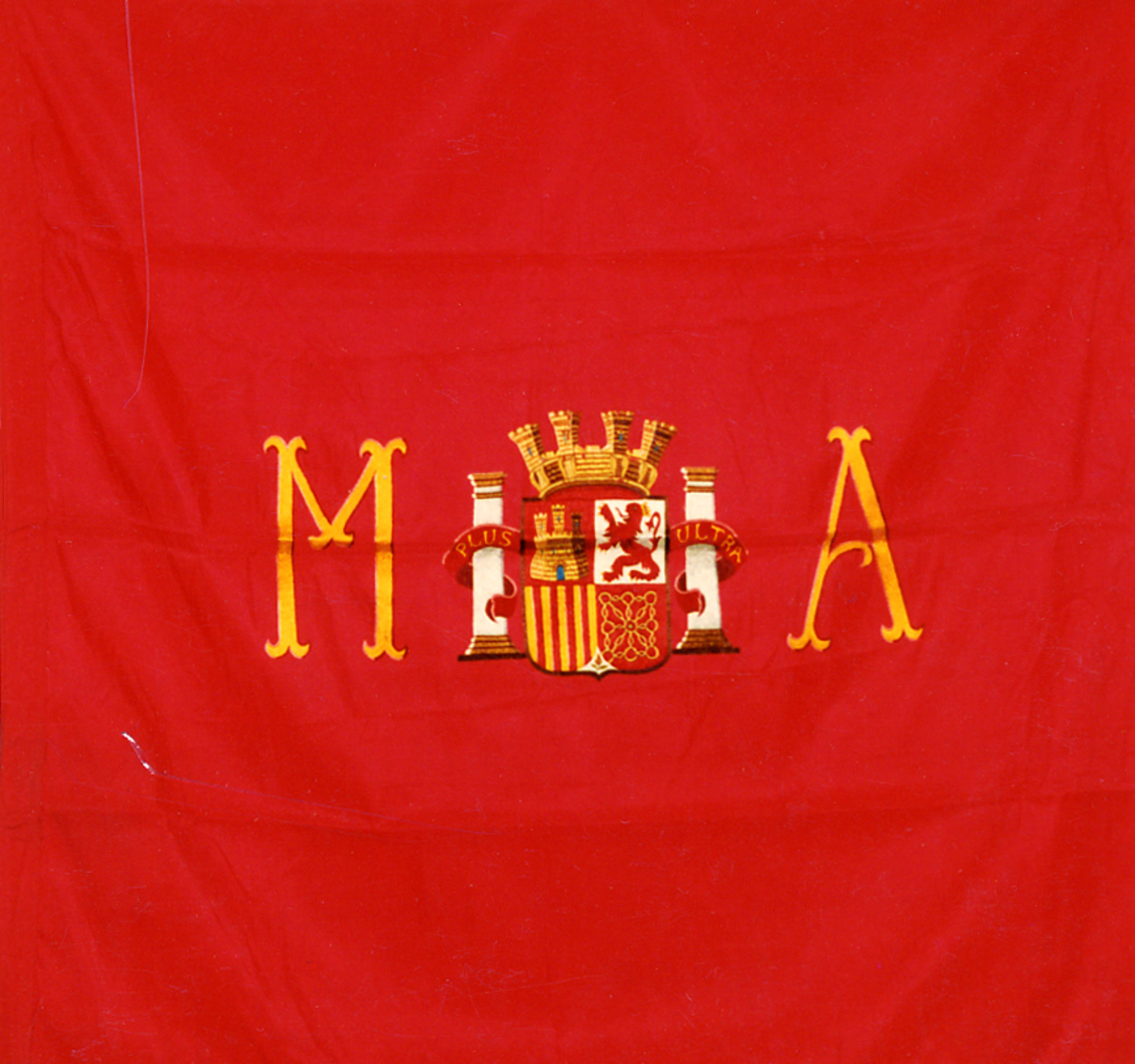
Estandarte Presidencial de Manuel Azaña.

Manuel Azaña Díaz (Alcalá de Henares, 10 de Janeiro de 1880 – Montauban, 3 de Novembro de 1940) foi um político espanhol, segundo e último Presidente efectivo da Segunda República Espanhola.
Além de ter sido um dos políticos e oradores mais importantes na política espanhola do Século XX, foi um notável jornalista e escritor, que conseguiu o Premio Nacional de Literatura em 1926. A sua obra La velada en Benicarló, sobre a Guerra Civil Espanhola é uma interessante reflexão a respeito da década de 1930 em Espanha. Os seus Diários — dados a conhecer há poucos anos — são um dos documentos mais importantes daquele momento histórico.

## Etapa reformista
Nascido numa família abastada, ficou órfão ainda criança, e estudou no mosteiro do Escorial com frades agostinianos.
Licenciou-se em Direito pela Universidade de Saragoça em 1897. Doutor em Direito pela Universidade Central de Madrid em 1900, com uma tese intitulada A responsabilidade das multidões, concorreu à Dirección General de Registros y Notariado.
Em 1914 filiou-se no Partido Reformista liderado por Melquíades Álvarez, sendo nesse mesmo ano eleito secretário do Ateneu de Madrid. Por aquele partido foi candidato a Deputado pela povoação toledana de Puente del Arzobispo, sem sucesso. Em 1920 fundou a revista La Pluma vindo a juntar-se-lhe, passado tempo, o seu cunhado Cipriano Rivas Cherif; em 1922 dirige o semanário  España.
Muito crítico da ditadura de Primo de Rivera, publicou em 1924 um enérgico manifesto contra o ditador e contra o Rei Afonso XIII, fundando no ano seguinte com José Giral o Partido de Acção Republicana.

## Segunda República
Participou em 1930 no Pacto de San Sebastián, gérmen do futuro governo republicano que surgiria do resultado favorável às candidaturas republicanas nas eleições municipais de 12 de Abril de 1931 e do subsequente abandono do país por parte do Rei Afonso XIII.
Nomeado Ministro da Guerra do Governo provisório da Segunda República, a 14 de Abril de 1931, substituiria depois Niceto Alcalá-Zamora como Presidente do Governo provisório (em Outubro do mesmo ano), devido à demissão deste ao ser aprovado o Artigo 14.º (finalmente 16.º) da Constituição, dedicado à questão religiosa. Durante o debate deste artigo, Azaña, maçon, que interveio na sua qualidade de Deputado, pronunciou um dos seus mais famosos discursos, no que incluía a famosa frase "Espanha parou de ser católica":
| “ | Cada uma destas questões, senhores Deputados, tem uma premissa inescusável, inapagável na consciência pública, e ao vir aqui, ao tomar forma e contexto parlamentar, é que surge o problema político. Eu não me refiro às duas primeiras, mas a isto que chamam problema religioso. A premissa deste problema, hoje político, formulo-a eu desta maneira: Espanha parou de ser católica; o problema político, por conseguinte, é organizar o Estado de modo tal que quede adequado a esta fase nova e histórica do Povo espanhol. Eu não posso admitir, senhores Deputados, que isto seja chamado problema religioso. O autêntico problema religioso não pode exceder os limites da consciência pessoal, porque é na consciência pessoal que é formulado e responde à pergunta sobre o mistério do nosso destino. Este é um problema político, de constituição do Estado, e é agora precisamente que este problema perde até as aparências de religião, de religiosidade, porque o nosso Estado, ao contrário do Estado antigo que tomava sobre si a curatela das consciências e dava meios de impulsionar as almas, mesmo contra a sua vontade, pelo caminho da sua salvação, exclui toda a preocupação ultraterrena e todo o cuidado da fé, e tira à Igreja aquele famoso braço secular que tantos e tão grandes serviços lhe prestou. Trata-se simplesmente de organizar o Estado espanhol com sujeição às premissas que acabo de estabelecer. Para afirmarmos que Espanha parou de ser católica temos as mesmas razões, quero dizer da mesma índole, que para afirmarmos que Espanha era católica nos séculos XVI e XVII. Seria uma disputa vã se nos pusessemos a examinar agora que deve Espanha ao catolicismo, o que costuma ser o tema favorito dos historiadores apologistas; eu acredito mais que é o catolicismo que deve a Espanha, porque uma religião não vive nos textos escritos dos Concílios ou nos infólios dos seus teólogos, mas no espírito e nas obras dos povos que a abraçam, e o génio espanhol derramou-se pelos âmbitos morais do catolicismo, como o seu génio político se derramou pelo mundo nas empresas que todos conhecemos. | ” |

Como Presidente do Governo de coligação republicano-socialista levou a cabo as principais reformas previstas no programa republicano: reforma do Exército, dimensionando-o de acordo com as capacidades do país e do erário público; reforma agrária; reforma do ensino, potenciando o público; estatuto de autonomia da Catalunha, etc. Teve, além disso, tempo para estrear o seu drama La Corona.
Todas estas questões políticas, juntamente com a agitação social existente em grande parte do país, acarretar-lhe-ão múltiplos problemas com os poderes fácticos, especialmente com a Igreja Católica e com parte do Exército, em concreto dos seguidores do general José Sanjurjo em Agosto de 1932. Finalmente, os acontecimentos de Casas Viejas, Castilblanco e Arnedo motivaram a sua demissão, a 8 de Setembro de 1933, por parte do Presidente Alcalá-Zamora.

## Presidência da República
A 19 de Novembro de 1933, triunfou a coligação formada pelo Partido Republicano Radical de Alejandro Lerroux e a Confederação Espanhola de Direitas Autônomas (CEDA) de José María Gil-Robles, o que trouxe como consequência a sua retirada temporária da política e a sua volta à actividade literária e editorial. Desta época são os livros Una política e En el Poder y en la Oposición, recompilações de discursos parlamentares.
O afastamento político durou pouco, e em 1934 fundou o Partido da Esquerda Republicana, fruto da fusão de Acção Republicana com o Radical-Socialista, liderado por Marcelino Domingo e a Organização Republicana Galega Autónoma (ORGA) de Santiago Casares Quiroga.
A revolução de 1934 nas Astúrias e em Barcelona serviu como pretexto para o acusar de instigador das mesmas, pelo que o encarceraram a bordo do destróier Sánchez Barcáiztegui, ancorado no porto em Barcelona, saindo finalmente absolvido no processo judicial, acontecimento que narra no seu livro Mi Rebelión en Barcelona.
A 16 de Fevereiro de 1936, sai vencedora a coligação de partidos de esquerda denominada Frente Popular, sendo Azaña encarregado de formar governo. Após a destituição de Alcalá-Zamora, foi eleito Presidente da República, em 10 de Maio de 1936.

## Guerra civil e exílio
O começo da guerra civil, após as suas inúteis tentativas de consciencializar as diferentes forças políticas republicanas para os perigos da sua desunião, supõe um duro golpe para Azaña. A isto é adicionada a solidão a que o relegou, em Madrid, o Governo republicano. O posterior desenvolvimento da contenda piorou o seu estado de ânimo, como fica reflectido nas suas memórias, onde relata os seus desencontros com líderes do Governo, como Francisco Largo Caballero e, especialmente, Juan Negrín.
A 18 de Julho de 1938, ante as Cortes reunidas em Barcelona, pronunciou o célebre discurso no que instava à reconciliação entre os dois bandos, sob o lema Paz, Piedad, Perdón.
Ocupada Barcelona pelo Exército Nacional a 26 de Janeiro de 1939 e Gerona a 5 de Fevereiro, neste mesmo dia retira-se para França. A 27 do mesmo mês, ao saber do reconhecimento do governo do general Franco pela França e pela Grã-Bretanha, redigiu a sua carta de demissão como Presidente da República, que apresentou no dia seguinte, sendo substituído interinamente pelo Presidente das Cortes, Diego Martínez Barrio.
Refugiado no Rossilhão, com metade de França ocupada pelo Exército alemão e a outra metade sob administração do governo de Pétain, é vigiado e fustigado sem cessar por agentes do regime ditatorial do general Franco, que pretendiam a sua captura e deportação para Espanha. Finalmente, a Gestapo decidiu detê-lo. O embaixador do México na regime de Vichy, Luis I. Rodríguez, prevenido aparentemente pelos próprios alemães, conseguiu livrar o presidente dos seus captores e transladá-lo, numa difícil viagem de ambulância, para Montauban, em primeiro lugar para o nº 34 da Rua de Michelet e, logo depois, ao Hôtel du Midi, onde a legação mexicana utilizou vários quartos como sede provisória, onde se refugiaram numerosos espanhóis exilados, à espera de poderem fugir da França.

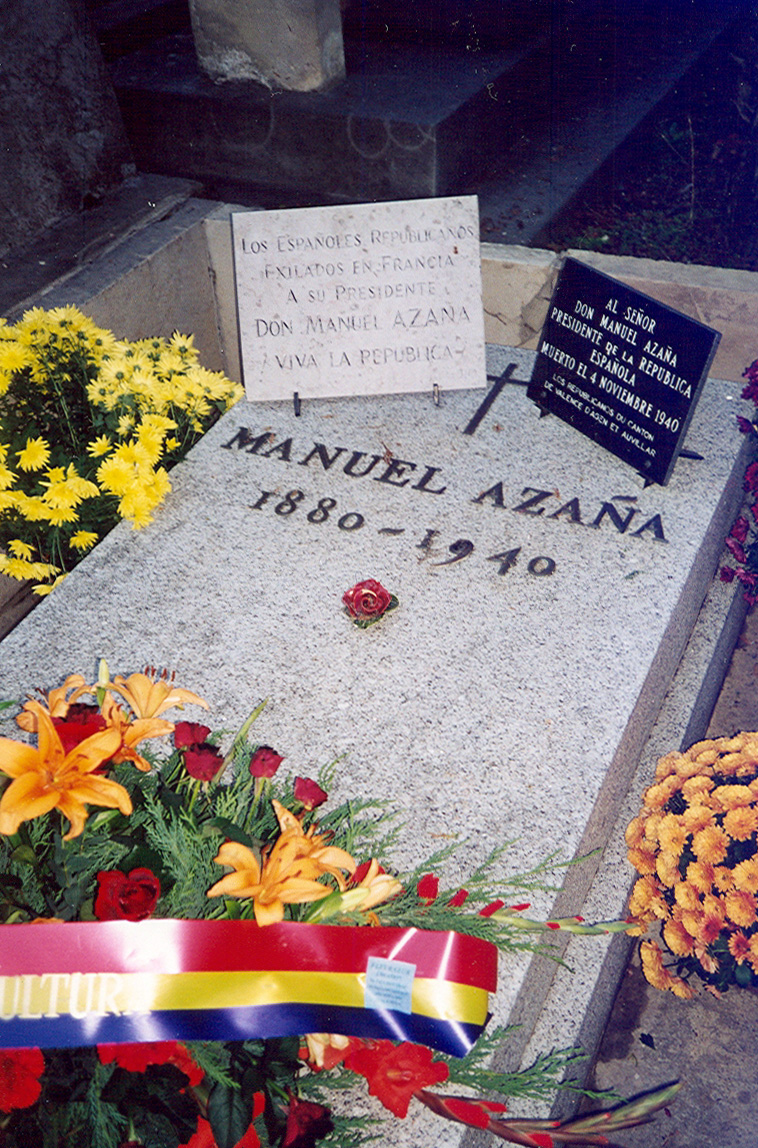
Tumba de Manuel Azaña no cemitério urbano de Montauban.

Azaña instalou-se com a sua esposa no quarto número 11 do Hôtel du Midi, o mesmo que usava como moradia e escritório o embaixador (e onde há ainda uma placa comemorativa desse facto). Ali, prematuramente envelhecido e esgotado pela penúria sofrida, faleceu a 4 de Novembro de 1940.
O marechal Pétain proibiu que fosse sepultado com honras de Chefe de Estado: somente acedeu a que fosse coberto o seu féretro com a bandeira espanhola, na condição de esta ser a bicolor tradicional, e de modo nenhum a republicana. O embaixador do México decidiu então que fosse sepultado coberto com a bandeira mexicana. Segundo conta nas suas memórias, Rodríguez disse ao Prefeito francês:
| “ | Cobri-lo-á com orgulho a bandeira do México — Para nós será um privilégio; para os republicanos, uma esperança, e para vós, uma dolorosa lição. | ” |

Os seus restos repousam no cemitério de Montauban (Trapeze Q, Section 7). Deixou escrito que não se movimentassem do local onde repousassem.
Existe a Associação Manuel Azaña, que gere uma livraria e organiza acções culturais em Espanha.